# رالف جورج هاتری
سر رالف جورج هاتری (Sir Ralph George Hawtry)، اقتصاددان انگلیسی و از دوستان جان مینارد کینز و از اعضای حواریون کمبریج بود.

## زندگی و حرفه
او در ۲۲ نوامبر سال ۱۸۷۹ در اسلو انگلستان به دنیا آمد. وی دوران دبیرستان خود را در ترینیتی گذراند و در سال ۱۸۹۸ وارد دانشگاه کمبریج شد و در سال ۱۹۰۱ با رتبهٔ یک در ریاضیات فارغ‌التحصیل شد، در سال ۱۹۰۳ وارد نیروی دریایی شد و سپس وارد بخش اجرایی خدمات مدنی شد و از سال ۱۹۰۴ تا بازنشستگی در سال ۱۹۴۵ در وزارت خزانه‌داری فعالیت کرد. در طول این سال‌ها وی تنها در دو مراسم علمی شرکت کرد، یکی در سال‌های ۱۹۲۸ تا ۱۹۲۹ که توسط وزارت خزانه داری اجازه سخنرانی ویژه در مورد اقتصاد در دانشگاه هاروارد را دریافت کرد و دیگری پس از بازنشستگی رسمی در سال ۱۹۴۵ بود که به عنوان استاد اقتصاد بین‌الملل «مؤسسه سلطنتی امور بین‌الملل» انتخاب شد و تا سال ۱۹۵۲ در آن سمت باقی ماند.
هاتری به اشتباه به عنوان یکی از اقتصاددانان دانشگاهی کمبریج در نظر گرفته شده است اما وی دانش اقتصادی خود را از کمبریج کسب نکرده، بلکه تحصیلات او از طریق خزانه‌داری به دست آمده، اگرچه او ارتباط نزدیکی با اقتصاددانان کمبریج داشته است.

## فعالیت‌ها و نظریه‌های اقتصادی
اولین کتاب‌های هاتری، تجارت خوب و بد (۱۹۳۳)، شامل جرقه‌هایی از ایده‌های بعدی وی در مورد تئوری پولی بود. او بعدها این ایده‌ها را با دقت بیشتری در برخی آثار مهم خود مثل پول و اعتبار (۱۹۱۹)، هنر بانکداری مرکزی (۱۹۳۲) و سرمایه و اشتغال بسط داد.
هاتری یکی از چهره‌های برجسته در میان اقتصاددانان بریتانیایی است که راه را برای بسیاری از تئوری‌های بازنگری پس از جنگ جهانی اول هموار کرد و تأثیر قابل توجهی بر پیشرفت‌های اولیه تفکرات کینز داشت. بدین گونه که رویکرد درآمد را که پیشگویی راه حلی که توسط کینز بیان شده بود، بسط داده است. وی همچنین مفهوم ضریب تکاثر را که به عقیده کینز نقش مرکزی ایفا می‌کرد، در اوایل سال ۱۹۳۱ گسترش داد.
وی یکی از پیشگامان انگلیسی رویکرد «درآمد» می‌باشد، بنابراین در کتاب تجارت خوب و بد نوشته است «تقاضای کلی مؤثر برای تمامی کالاها در واحد زمان مجموع درآمد پولی کل است؛ لذا هزینه کلی تولید تمامی کالاها در واحد زمان مجموع درآمد پولی می‌باشد». از نظر هاتری تفاوت میان هزینه‌ها در تعادل مصرف‌کنندگان و درآمد است، بنابراین تنها شامل وجه نقد انباشته (شامل پول موجود در حساب‌های بانکی) می‌باشد. علاوه بر این،
تقاضای مشابهی برای توازن پولی معامله‌گران مرتبط با گردش مالی آن‌ها وجود دارد. هم مانده مصرف‌کنندگان و هم مانده معامله گران ممکن است دستخوش عوامل فردی قرار گیرد. هاتری اشاره می‌کند که درآمد واقعی معامله کنندگان سود کسب و کار می‌باشد و درآمد مصرف‌کنندگان نیز شامل آن می‌باشد.
هاتری توضیحات مالی خود را در درجه اول براساس این استدلال استوار کرد که اعتبار به دلیل عملکرد سیستم بانکی و تأثیرات آن به ویژه بر دارندگان سهام ذاتاً ناپایدار است. فروشندگان (بازرگانان، عمده‌فروشان، خرده‌فروشان) یک موقعیت کلیدی در اقتصاد را اشغال کرده‌اند. وی می‌گوید آنان رهبران اقتصادی هستند. آنان ابتکار عمل را در تولید به دست گرفته‌اند و فعالیت تولیدکنندگان بستگی به دستورها آنان دارد. از آنجا که فروشندگان به صورت گسترده سهام را با پول قرضه اداره می‌کنند، مشخصا به تغییر پرداخت نرخ سود برای پولی که دریافت کرده‌اند، حساس هستند. این امر عمدتاً به دلیل اهمیتی است که او به نقش فروشندگان می‌دهد، که هاتری برخلاف کینز و بسیاری از سایر اقتصاددانان زمان‌های اخیر، همیشه مدعی بوده است که ابزار عمل برای تنظیم اعتبار، نرخ کوتاه مدت سود است نه نرخ بلند مدت آن.
درحالی‌که هاتری با این موضوع موافق است که نرخ سود کوتاه مدت ممکن است کمتر بتواند کمک کند تا اقتصاد از رکود عمیق نجات یابد، وی متقاعد شده است که نرخ بانکی به اندازه کافی بالا (احتمالاً ۱۰ درصد یا بالاتر) می‌تواند با نیروهای تورمی ناشی از گسترش اعتبار مقابله کند و آن‌ها را فرونشاند. او ادعا کرده بود که نرخ ۷ درصدی بانک که به مدت ۶ ماه در سال‌های ۱۹۶۴–۱۹۶۵، اجرایی شد، عمدتاً بی اثر بوده است زیرا این میزان در آن زمان بسیار پایین بوده، درحالی‌که نرخ بلند مدت (عملکرد بر روی کنسول) خود ۷ درصد بوده است.
وی درآثار اولیه اش معتقد بوده است که «دولت با واقعیت بزرگ استقراض برای تأمین مخارجش، درحال خارج شدن از بازار سرمایه گذاری پس‌انداز می‌باشد که در غیر این صورت می‌توانست برای ایجاد سرمایه به کار گرفته شود». بعدها او گفت: «این مخارج دولت (در سرمایه‌گذاری) نیست که ایجاد اشتغال می‌کند، بلکه استقراض دولت است». قرض کردن می‌تواند تأثیر مشابهی داشته باشد اگر به علت بهبود اوضاع مالیات به یک کسری برسد.

### کمک‌های وی به اقتصاد
کمکهای مهم وی به نظریه مقداری و چرخه تجارت مرتبط است. وی یکی از اولین اقتصاددانان انگلیسی است که بر اولویت اعتبار- پول نسبت به حق‌الزحمه رایج فلزی تأکید کرده است. به علاوه، رویکرد مبتنی بردرآمد وی منجر به ادغام نزدیک تر نظریه‌های پولی و بازده آن شده است. از نظر هاتری درآمد میزان مصرف را تعیین می‌کند، میزان مصرف تقاضا را و تقاضا قیمت را تعیین می‌کند. هاتری اهداف خود در مورد نظریه پولی را در مقدمه کتاب پول و اعتبار آورده است.
تلقی علمی از موضوع ارز بدون استفاده از نوعی نظریه مقداری ممکن نیست، اما نظریه مقداری به خودی خود کافی نیست و منجر به شیوه‌ای از رفتار بر پایه موضوعی می‌شود که من آن را درآمد و میزان سرمایه‌گذاری مصرف‌کنندگان می‌نامم- می‌توان به سادگی گفت، مجموع درآمدها و مخارج شخصی.
هاتری تقاضای پول را از نظر انگیزه برای آن مورد بررسی قرار داده است. وی تقاضای معاملاتی، تقاضای احتیاطی و مازاد را که تجمع تدریجی مانده پس‌انداز است، مورد شناسایی قرار داده است. مفهوم تقاضای مؤثر نیز توسط هاتری معرفی شده است، یک تقاضای کلی مؤثر برای کالاها در بازار به تعداد واحدهای پولی که معامله کننده‌ها آماده برای ارائه آن‌ها هستند، و تعداد واحدهای پولی که آنان طی یک دوره زمانی ارائه می‌دهند با توجه به تعدادی که انتظار دریافتش را دارند محدود می‌شود.
هاتری به نقص نظریه کشش نیروی کار بر اساس مطلوبیت نهایی محصول و تلاش در تجارت و اعتبار اشاره می‌کند. در حالیکه تفاوت بین مطلوبیت نهایی محصول و عدم مطلوبیت تلاش ممکن است موجب ذخیره اضافی نیروی کار شود، البته هاتری استدلال می‌کند که، این یک حالت کلی نمی‌باشد.
تأکید او بر مفهوم پول به عنوان موضوعی انتزاعی، هرچند قابل شمارش - یک واحد محاسبه که از ارتباط لازم با یک فلز یا هر ماده دیگر اقتباس شده است – تأثیر قابل توجهی بر نظر یک نسل از اقتصاد دانان که با نگرش سنتی قرن نوزدهم نسبت به استاندارد طلا رشد کرده‌اند، داشته است.

#### استاندارد طلا و رکود بزرگ
در طول جنگ جهانی اول، بسیاری از کشورها از جمله ایالات متحده نظام پولی طلا را در تأمین مالی مخارج جنگ کنار گذاشتند. این امر منجر به کاهش چشمگیر تقاضای طلا و بنابراین افت شدید ارزش طلا شد. پس از پایان جنگ کشورها به دنبال بازسازی سیستم بودند. هاتری در سال ۱۹۱۹ و گوستاو کسل (مستقلاً در سال ۱۹۲۰ تا۱۹۲۱) هشدار دادند که بازگرداندن این نظام بدون سیاست همزمان محدود کردن تقاضای پول بین‌المللی برای طلا می‌تواند قیمت طلا را افزایش داده و موجب بحران تورم شود.
در مقابل پشتیبانی هاتری و کسل از نظام پولی طلای مدیریت شده، کینز مخالف برگشت این نظام بود و اعتقاد داشت که این امر می‌تواند موجب تورم بلند مدت شود، و بنابراین ناپایدار است. فیشر نیز معتقد بود که این نظام ناپایدار است و می‌تواند موجب تورم نامطلوب یا تورم متعدد شود.
برای مدت زیادی در دهه ۱۹۲۰، کشورهای مختلف به مهار تقاضای خود برای طلا پرداختند. به نظر هاتری و کسل در پایان دهه ۱۹۲۰، با توجه به اقدامات بانک مرکزی فرانسه و بانک فدرال ایالات متحده، یک افزایش سریع در قیمت طلا وجود داشت که این تحت استاندارد طلا به معنای تورم بود. این مورد منجر به رکود بزرگ در اواخر دهه ۲۰ و دههٔ ۳۰ شد.
هاتری و کسل هر دوبه نقش غالب ایالات متحده در اقتصاد جهانی بعد از جنگ جهانی اول آگاه بودند. آنان توصیه می‌کردند که بانک فدرال سیاست‌های پولی تهاجمی را برای مقابله با فشار ضد تورم پس از سال ۱۹۲۹ اتخاذ کند. وقتی که مشخص شد که ایالات متحده تمایلی به اتخاذ چنین سیاست‌هایی ندارد، هر دوی آن‌ها به کشورهای متبوع خود (انگلستان و سوئد) توصیه کردند این نظام را ترک کنند. انگلستان در سال ۱۹۳۱این سیاست را ترک کرد و سوئد آن را مدت کوتاهی در حالت تعلیق نگه داشت.

### فعالیت‌ها در آخر عمر
هنگامی که هاتری ۸۲ ساله بود، کتاب پوند در خانه و خارج (۱۹۶۱) را منتشر کرد که در آن وی با قدرت مرسوم خود نظریه‌ای را که علل اصلی مشکلات اخیر اقتصاد بریتانیا را ابتدا برابری ثابت ارز استرلینگ با دلار در حال کاهش و دوم کاهش ارزش پوند از سال ۱۹۴۹، از ۴٫۰۳ دلار به ۲٫۸۰ دلار تا کنون بیان کرد- در مورد کشاکش دوم وی تنها صدا در میان اقتصاددانان بریتانیایی بود. این کتاب همچنین شامل یادداشت‌های وی از شواهدی است که در مورد عملکرد سیستم پولی و برخی انتقادات صریح از بخش‌هایی از بدنه کمیته رادکلیف به آن کمیته ارائه شد. گرچه هاتری به‌طور کلی به همان اصول اساسی دوره حرفه‌ای خود متوسل می‌شود، بیانات آنان را به گونه‌ای اصلاح می‌کند که هم تحولات تاریخی وهم تکامل اندیشه اقتصادی معاصر را در نظر بگیرد، و این در کتاب‌های بعدی وی و نسخه‌هایی که کار وی می‌باید ارزیابی می‌شد نمایان است.

## آثار مهم
- تجارت خوب و بد، ۱۹۱۳.
- پول و اعتبار، ۱۹۱۹.
- بازسازی مالی، ۱۹۲۲.
- چرخه تجاری، ۱۹۲۶.
- تجارت و اعتبار، ۱۹۲۸.
- نظریه مالی چرخه تجاری، ۱۹۲۹.
- رکود تجاری و خروج از آن، ۱۹۳۱.
- هنر بانکداری مرکزی، ۱۹۳۲.
- نظریه و تئوری استاندارد طلا، ۱۹۳۳.
- سرمایه و اشتغال، ۱۹۳۷.
- یک قرن نرخ بانکی، ۱۹۳۸.
- چرخه تجاری و فزونی سرمایه، ۱۹۴۰.
- سرنوشت اقتصاد، ۱۹۴۴.
- کینز و کارایی عرضه ۱۹۵۶.
- پوند در داخل و خارج ۱۹۶۱.